# .um
.um je národní doména nejvyššího řádu pro Menší odlehlé ostrovy USA.
Původně bylo možno registrovat pouze domény 3. úrovně, tato restrikce však byla v dubnu 2002 zrušena.
V lednu 2006 rozhodla organizace ICANN o úplném zrušení této domény. Její správce, University of South California, jí již delší dobu neudržoval. Ostrovy, které doména reprezentuje, nejsou nijak zvlášť osídleny, takže doména spíše sloužila pro doménové hacky, které využívaly doménu jako „anglickou“ koncovku -um. Navíc některá větší americká teritoria mají svou vlastní doménu nejvyššího řádu – např. Guam (.gu) nebo Panenské ostrovy (.vi).